# Czerwończyki
Czerwończyki (Lycaeninae) – podrodzina motyla z rodziny modraszkowatych.
Takson ten jest różnie definiowany. Zwykle uznaje się go za podrodzinę odrębną względem ogończyków (Theclinae) i modraszków (Polyommatinae). Alternatywnie umieszcza się ogończyki i modraszki w obrębie Lycaeninae w randze plemion: Theclini i Polyommatini. Oba podejścia są intuicyjne i planuje się badania molekularne celem weryfikacji systematyki modraszkowatych.
W wąskim sensie czerwończyki to motyle o trójkątnych skrzydłach przednich, wyposażonych w 4 żyłki radialne oraz u samca zakończonych ostro, a u samicy łagodniej. Na wierzchu skrzydeł zwykle występują różne odcienie pomarańczy, czerwieni, fiołkowego lub brunatnego.
Podrodzina głównie holarktyczna z nielicznymi gatunkami znanymi ze strefy tropikalnej. W Polsce występuje 7 gatunków z rodzaju Lycaena. (zobacz: modraszkowate Polski)
Systematyka według Tree of Life przedstawia się następująco:
- plemię: Heliophorini(inne języki)
  - Heliophorus(inne języki)
  - Iophanus(inne języki)
  - Melanolycaena(inne języki)
- plemię: Lycaenini(inne języki)
  - Athamanthia(inne języki)
  - Gaeides(inne języki)
  - Hyrcanana(inne języki)
  - Lycaena(inne języki)
  - Phoenicurusia(inne języki)